# Karkasse (Geschoss)

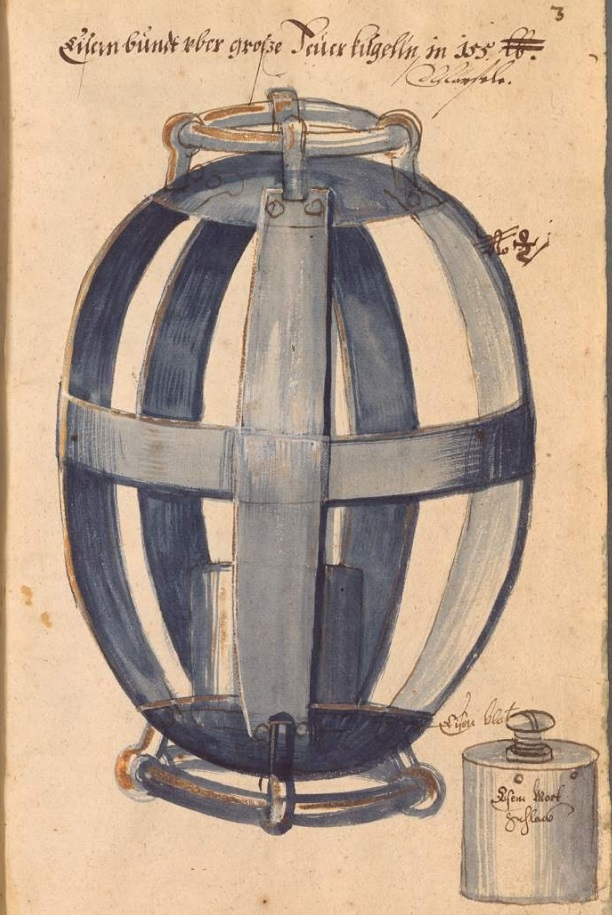
Käfig einer Karkasse aus Hans Georg Schirvatts Kunst- und Artillerie-Buch von 1622

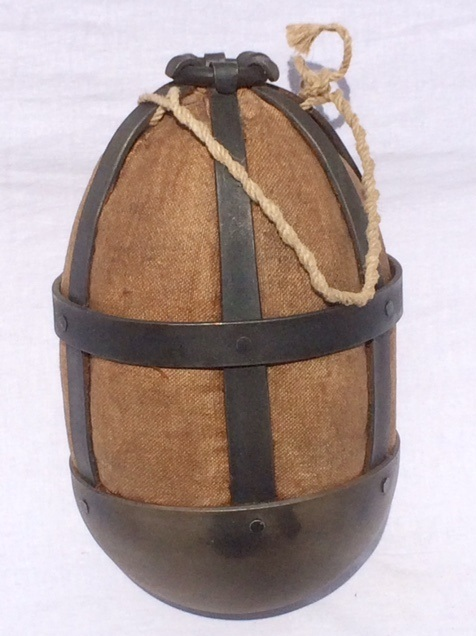
Karkasse (Rekonstruktion)

Eine Karkasse (französisch carcasse) ist eine neuzeitliche Munitionssorte der Vorderlader-Artillerie, die in ihren Hauptteilen aus Bandeisen oder Gusseisen besteht und aus Schwarzpulver-Kanonen verschossen wurden, um feindliche Ziele und brennbare Objekte in Brand zu stecken.
Karkassen bestehen aus einem meist geschmiedeten, kalibergroßen Käfig aus Bandeisen mit kalottenförmigem Boden. Dieser wurde mit einem Sack gefüllt, der eine mehr oder weniger aggressive Brandmasse aus Schwarzpulver, Salpeter, Schwefel, Baumharzen und weiteren Stoffen enthielt. Diese Brandmischung wurde entweder trocken eingestampft oder, nach vorherigem Schmelzen, flüssig eingefüllt. Nach dem Erkalten dieser Schmelze wurde die Brandmischung wieder fest und bildete eine sehr homogene Füllung des Brandmittelsackes. Zum Schutz vor Feuchtigkeit bei längerer Lagerung wurde das gesamte Konstrukt anschließend noch mit einer weiteren Leinwand ummantelt und in einer Mischung aus flüssigem Pech, Harz, Paraffin und Wachs „getauft“ (imprägniert). Zum Verschuss musste nur noch die Zündröhre eingesetzt werden.
Verschossen bzw. geworfen wurden Karkassen mittels Mörsern, kleinere Kaliber auch aus Haubitzen.
Die ersten Karkassen wurden in Europa in der ersten Hälfte des 16. Jahrhunderts oder auch schon im späten 15. Jahrhundert eingesetzt.
Eine verkleinerte Form, in Aufbau und Wirkungsweise jedoch vergleichbare Munitionssorte, waren die sogenannten „Klebfeuer“. Dies waren Objekte, die aus zwei sphärisch vernieteten Eisenbändern bestanden und im inneren einen kleinen Brandmittelsack besaßen. Zusätzlich waren die Eisenbänder an der Außenseite mit Stacheln (mit oder ohne Widerhaken) versehen. Diese etwa handgranatengroßen Gebilde wurden mittels einer Lunte oder hölzernen Zündröhre angezündet und gegen den Gegner geschleudert. Mit ihren Stacheln blieben die Klebfeuer an geeigneten Oberflächen hängen („kleben“) und konnten diese wirkungsvoll in Brand setzen.

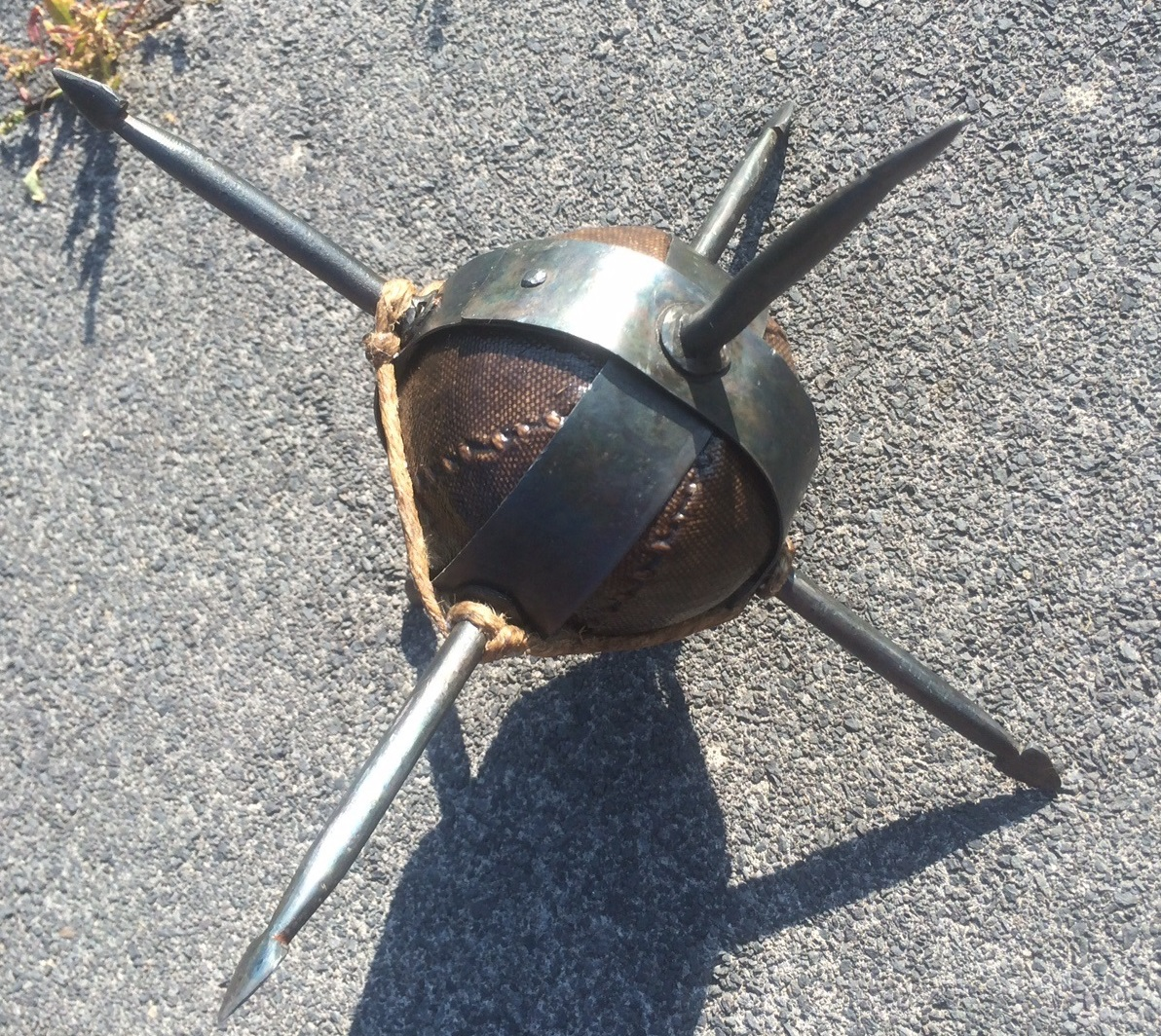
Rekonstruktion eines sogenannten „Klebfeuers“ mit karkassenartigen Metallbändern und Stacheln

Eine weitere in ihrer Wirkung sehr artverwandte Munitionssorte waren die Brandballen.